# Watermael-Boitsfort
Watermael-Boitsfort (francés, conserva la antigua ortografía neerlandesa de Watermael) o Watermaal-Bosvoorde (neerlandés) es uno de los diecinueve municipios de la Región de Bruselas-Capital, Bélgica. 

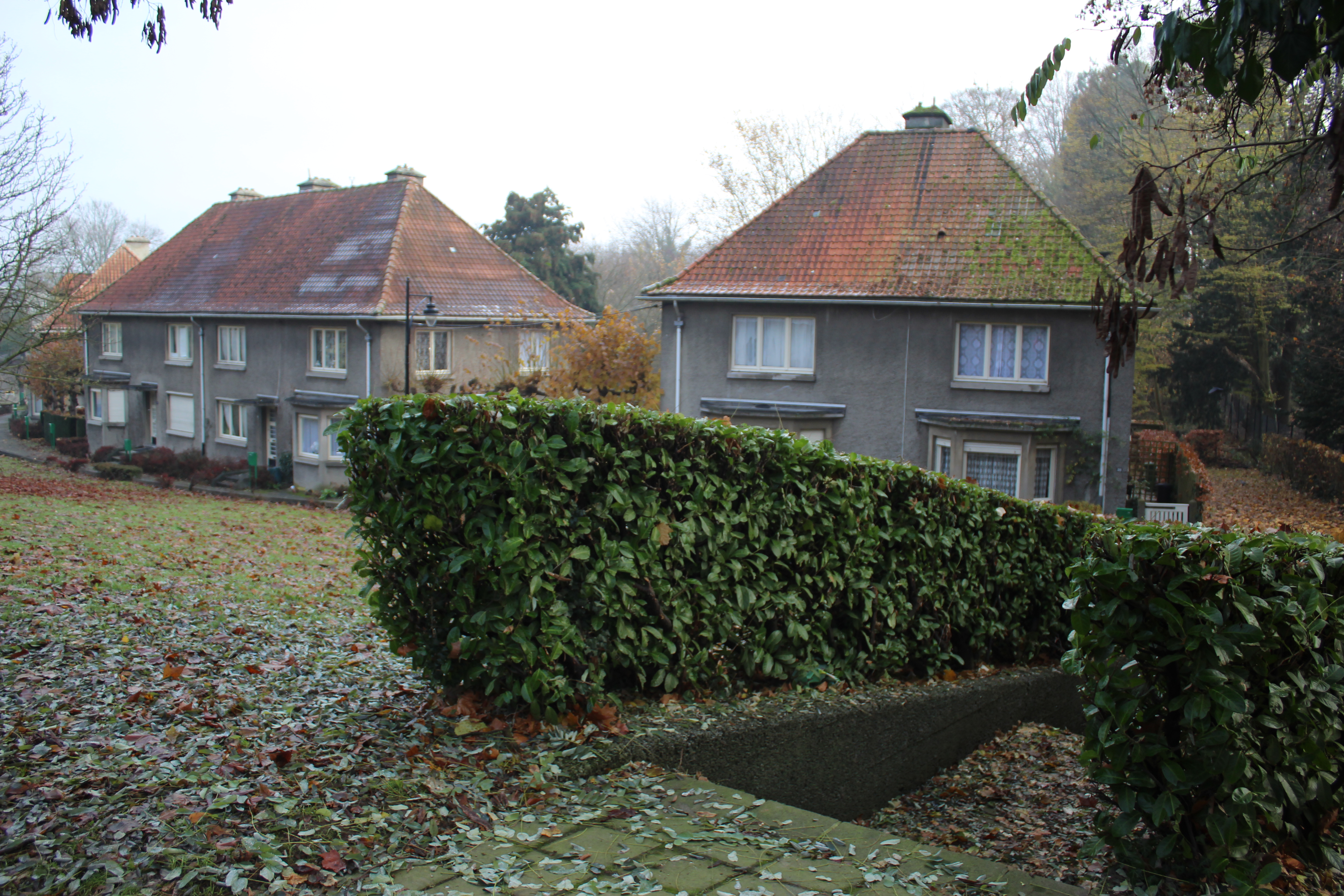
Casas en el municipio

El 1 de enero de 2018 tenía una población de 25.184 habitantes. Área total de 12,93 km², densidad de población de 1.948 habitantes por km².

## Demografía

### Evolución
Todos los datos históricos relativos al actual municipio, el siguiente gráfico refleja su evolución demográfica.
| Gráfica de evolución demográfica de Watermael-Boitsfort entre 1846 y 2020 |
|                                                                           |